# اوتوا (سرزمین پرم)
اوتوا (انگلیسی: Utva) یک رودخانه در سرزمین پرم کشور روسیه است.